# Баранов, Сергей Михайлович
Баранов, Сергей Михайлович (род. 28 января 1964, Омск) — российский художник (живопись, графика, скульптура, объект, инсталляция, акция, экспозиция, сценография, кураторство выставочных проектов), музейный специалист.
До 2014 года жил и работал в Омске, после — в Салехарде. Участник (с 1993) более 200 художественных выставок (Москва, Санкт-Петербург, Берлин, Эссен, Дюссельдорф, Рига, Женева, Берн, Бишкек и многие другие), из которых 33 — персональные (Омск, Екатеринбург, Рига, Новосибирск, Пермь, Уфа, Барнаул, Новокузнецк, Воронеж, Салехард и др.). Художник спектакля «Семья вурдалака» по пьесе В. Сигарева (2013, Омский ТЮЗ). Соорганизатор Международного фестиваля «Неделя графики и дизайна в столице Ямала» (2015, 2016, 2017, 2018, 2019, 2020, 2021, 2023) и фестиваля «Ямальский комикс» (2020, 2022). Организатор Международного арт-фестиваля «Страна оленья» (2018, 2020, 2022).

## Биография
Родился в Омске 28 января 1964 года в семье инженеров. Родители — Михаил Васильевич (1933—2007) и Зоя Семёновна (1937—2017) работали на Омском электротехническом заводе имени К. Маркса.

1981—1986 — учёба в Омском политехническом институте, радиотехнический факультет.

1986—1990 — работа инженером в танковом КБ на закрытом военном предприятии.

1990—1993 — работа художником в кинотеатре и одновременно учёба в Вечерней художественной школе при ДХШ № 1 в классе художника и педагога В. Г. Сташевича.

с 1993 года — активная выставочная деятельность на Урале, в Сибири, Европе, Азии.

1997 — по настоящее время — художник, специалист экспозиционно-выставочного отдела Омского областного музея изобразительных искусств имени М. А. Врубеля.

2014 — по настоящее время — художник, заведующий отделом художественного проектирования и дизайна Музейно-выставочного комплекса имени И. С. Шемановского (Салехард).

2018—2021 — участник телевизионного проекта «На высоте» ("Ямал-Медиа", Салехард)

## Творчество

### самоопределение
Страстно рисуя с детства, С. Баранов, согласно принятому в семье заводчан мнению, долгое время не считал это увлечение серьёзным, поэтому изобразительным искусством не интересовался совершенно. Кардинальный переворот в сознании произошел при случайном посещении выставки академических репродукций.
В 2014 году в аннотации к выставке «Солнце Ван Гога» художник объясняет как началась трансформация студента технического ВУЗа в художника: в 1986 году в зале музея он увидел репродукцию картинны, неизвестного тогда для него автора, «Красные виноградники в Арле».

В глаза било настоящее солнце! Картинка была не «картиной», а самым настоящим кусочком жизни.

Проработав на предприятии, куда он попал по распределению, больше трёх лет, молодой инженер принимает решение стать художником (любопытный факт: кроме Сергея Баранова омский политех окончили графики Геннадий Павлов (выпуск 1969), Владимир Калистратов (выпуск 1974) и Андрей Машанов (выпуск 1983), ЭХОвец Сергей Тырков (выпуск 1976), скульптор Сергей Козача (выпуск 1985)).

Желая стать художником, С. Баранов устраивается рисовальщиком афиш сначала в кинотеатр «Имени 22 декабря 1918 года» в Старом Кировске, затем «Мир» в Ленинском округе. Одновременно начинает учиться на курсах художников-оформителей в ДОСААФ и Вечерней художественной школе при ДХШ № 1 на курсе В. Г. Сташевича. Также преподавателем был Н. Н. Молодцов. В 1993 году участвует в выставке «Сохраняя традиции. Русский авангард в работах молодых художников». Четыре живописных работы в стиле кубизма (одна с использованием техники бриколажа) с этой выставки поступают в фонды Городского музея «Искусство Омска».
В первый период творчества молодой художник занимается в основном живописью, жанры — натюрморт и пейзаж.
В это время, отчасти под влиянием, с одной стороны, «цветовика» и «минималиста» Николая Молодцова, сформировалась его обобщающая манера письма, как её тогда называли: лирический минимализм; с другой под влиянием Владимира Сташевича, проявилось прагматико-концептуальное начало в его творческом методе, которое он сам тогда называл «афористичной живописью». Но и в формально-живописном, и концептуально-содержательном планах главным стал принцип, сформулированный Андреем Платоновым:

«Искусство заключается в том, чтобы посредством наипростейшего выразить наисложнейшее».

### профессионализация

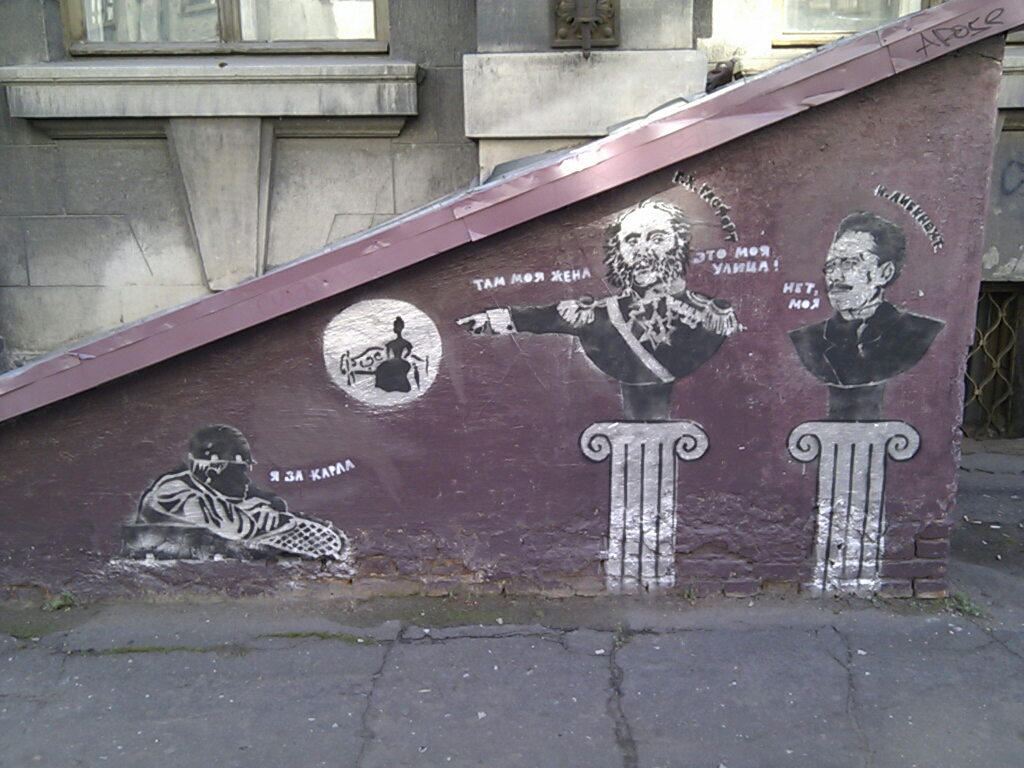
Стрит арт на улице К. Либкнехта, отражающий изменение топонимики, автор Сергей Баранов

Второй период с момента начала работы в Музее имени М. А. Врубеля и до отъезда в Салехард — период профессионального становления, он характеризуется обретением экспозиционного и кураторского опыта, сначала музейного, затем и самостоятельного, а также переходом к проектной деятельности, участием в творческих конкурсах, реализацией за пределами Омска, освоением инсталляционных и акционистских практик. Условно его можно разделить на два этапа обретения опыта, который завершился к концу века и — зрелой творческой реализации.

В 1997 году С. Баранов стал сотрудником (сначала ведущим художником, затем старшим научным сотрудником) выставочного отдела Музея имени М. А. Врубеля. Работа в музее заставляет его выстраивать другой тип отношений с художниками, выступая по отношению к ним не как коллега-художник, но как экспозиционер и куратор. Складывается «барановский» круг художников, творчество, которых он продвигает: Виталий Латышенко, Николай Молодцов, Татьяна Дашкова, Ольга Кошелева, и завязывается сотрудничество с художниками — преподавателями кафедры дизайна костюма ОГИСа (Юлия Герасимова, Елена Шнякина, Ольга Ющенко, Анна Толкачёва, Эмма Васильева), с которыми на протяжении более 20 последующих лет реализовал ряд совместных выставочных проектов.

В 2001 году художник показывает первый авторский проект, состоящий из серии картин «Частная жизнь господина К», в 2003 проект «Практика относительности. Вагон 12. Место 17», в 2004 — проект, объединивший живопись, объекты и инсталляции «Летнее время. Проект» А"«. Подобный серийный \ проектный подход станет постоянным, в 2008 году он создаёт серии „Клаустромахия“, „Антиподы“, следом в 2009 „Красав(и)цы и Чудовища“, концепт не требуют холста — работы выполнены на гофрокартоне, в жанровом отношении представляют собой композиционные и эмблематические игры с фигурой человека. Поиск новых материалов для картин, по сути, авторской техники, приводит художника Баранова к использованию металлической сетки — стального холста, как он его называет. Первый проект с портретами известных омичей, сделанными в этой технике „Всадники на снегу“ (2005). Но более всего техника подошла для изображения машин, с использованием этой техники было создано несколько серий „портретов“ технических изделий из стали, представленных на проектных выставках: „Железный поток. Боевые машины времени мира“ (2008) — легковых автомобилей, „Железная сила“ (2016) — самолётов, паровозов, кораблей, „Жрецы Чёрного Квадрата“ (2017) — горнодобывающей техники. Стальной холст также использовался не в „технической“ серии „Индийские мечтатели“ (2010). Использование гофрокартона (распространённый приём) и металлической сетки сближает картину с объектом.

Собственно объекты Баранов активно создаёт с 2000-х, в его арсенале и ироничный редимейд, и концептуально минималистичные объекты-скульптуры, а также их микс. Именно инсталляции и объекты приносят ему признание: Гран При V Красноярской биеннале, 2003 (Проект „Клад 1169“) и I премия IV Всесибирской выставки-конкурса современного искусства Сибири „ПОСТ № 1“, Омск 2005 (серия „Щелкунчик. Абсолютное орудие (Мужская версия)“).

Проект „Клад 1169“ представляет собой переосмысленные в духе археоарта предметов из повседневной жизни печенья „Зоологическое“ и велосипедно-мопедных гаечных ключей представив их как „изображения-перевёртыши“. Собственно „археологизация“ образности была достигнута посредством принятой в археологии прорисовке артефактов. Такая интерпретация-деконструкция определённо соответствовала девизу V биеннале „Вымысел истории“. Прорисовку сделала искусствовед, к.и.н. Галина Гурьянова. С этого проекта началось их творческое сотрудничество, которое в итоге привело к созданию семьи.

Традиционная живописная картина в этот период остаётся важной составляющей творчества. Помимо пейзажа и натюрморта художник обращается к жанру портрета. Барановский живописный портрет отличает обобщённость, порой минималистичность доведённая до антропологической эмблематичности. Желание прямого эмблематического высказывания о социальном или историческом весе портретируемого приводит автора к разработке поэтики „суперпортрета“, когда изображение посредством монтажа складывается из различных изобразительных мотивов, отсылающих к биографии или ценностям человека. Баранов в этой технике создал два портрета О. В. Шишова основателя компании „Мостовик“, а в следующий период портреты салехардцев М. М. Броднева, Ю. В. Неёлова, Д. Н. Кобылкина. По социокультурному содержанию это близко к тому, что делает Бернард Прас из предметов, а корнями уходит к картинам Арчимбольдо. Также Сергей Баранов создаёт ряд ироничных автопортретов в технике объекта, а в 2011 году становится лауреатом Первой Всесибирской выставки-конкурса автопортрета „Прямая речь“ в Кемерово.

В музее С. Баранов выступает не только экспозиционером или куратором выставок с внешними агентами, но и автором выставок на основе музейной коллекции, за кураторские проекты „Прямая речь. Искусство коммуникации“ (2002), „От табурета до трона. Стул: искусство, функция, образ“ (2002, 2003) он становится лауреатом музейной премии им. Ф. В. Мелёхина. 

В этот период С. Баранов осваивает акционизм. Его акции, как правило, сопровождают выставочные проекты: Арбузная в рамках проекта „Летнее время. Проект“ А»" (2004), Снегоакция — проекта «Снежные нежные белые люди» (2004), в День слепых 13 ноября — проекта «Руками трогать разрешается!» (2011), Приношение Винсенту — проекта «Солнце Ван Гога» (2013).

В 2013 году режиссёр С. Р. Трофимов пригласил С. Баранова попробовал себя в роли сценографа в спектакле «Семья вурдалака» по пьесе В. Сигарева в Омском ТЮЗе.

Опыт работы в музее, когда необходимо создавать высказывания, реагируя на официальный календарь мемориальных дат, повлиял на художника в плане выбора тем для проектов. В авторских и кураторских проектах Баранов сам выбирает мемориальные камертоны: Гоголь, Ван Гог, Мюнхгаузен. Значительным оказался совместный с Галиной Гурьяновой двучастный выставочный проект «Невозможное», посвящённый памяти павших и выживших в Первой мировой войне (2014). В первой части «Белая звезда над маковым полем», представлены живописные натюрморты и пейзажи, с изображением мирных объектов (цветов, стогов), запахи которых ассоциировались с запахами отравляющих газов. Во второй части «Свинцово-серый и телесно-розовый» была представлена инсталляция из 25 льняных холстов на подрамнике, которые были тщательно изготовлены и покрашены в телесный цвет (площадь холста коррелирует с площадью кожного покрова взрослого человека), после чего безжалостно истреблены разными способами. Сопровождалось цитатами из художественных произведений и воспоминаний участников войны.

В 2014 году художник создаёт средовые объекты «Ежи против серости» в Омской крепости и совместно с Г. Гурьяновой «Черви» на улице Гагарина для Паблик-арт фестиваля «Пространство множественности» в Омске. Первый опыт долговременного внедрения в городскую среду — проект «Чистый неоклассицизм» (соавтор Г. Гурьянова), реализованный на Улице Карла Либкнехат, будучи одной из самых ярких с точки зрения архитектурного ансамбля, долгое время остававшаяся неухоженной. Сначала силами волонтёров в несколько заходов её очищали от мусора, затем было создано граффити, изображающее спор К. Либкнехта и Г. Х. Гасфорда (дореволюционное название улицы) о том, чья эта улица, а также вкрапления в духе «детских секретиков» в разрушенные элементы декора. Граффити и предметы-вкрапления исчезли при реконструкции улицы. В 2011 году совместно с Рамилем Сабировым были созданы арт-объекты в сквере у Лицейского драматического театра.

### реализация
Третий период начался в 2014 с переездом Сергея Баранова и Галины Гурьяновой в город Салехард и продолжается в настоящее время. Общая характеристика этого периода: переход к созданию проектов с долговременным эффектом. Ещё в Омске, силами омских мастеров, был подготовлен к реализации проект второй очереди частного музея губернатора Ямала Ю. В. Неёлова. Работая заведующий отделом дизайна музейно-выставочного комплекса имени И. С. Шемановского С. Баранов принимает участие в обновление различных разделов постоянной экспозиции музея. Помимо работы над постоянной экспозицией, художник выступает экспозиционером музейных выставок и куратором собственных проектов «Музейный апокриф» (2015, совместно с Г. Гурьяновой), «Дар Гермеса» (2019), «Дневник обдорского миссионера» (2023).

Он выступает соорганизатором Международного фестиваля «Неделя графики и дизайна в столице Ямала» (2015, 2016, 2017, 2018, 2019, 2020, 2021, 2023) и фестиваля «Ямальский комикс» (2020, 2022), организатором Международного арт-фестиваля «Страна оленья» (2018, 2020, 2022).
В городской среде, с привлечением других художников и исполнителей, появились его объекты «Мамонт Ямала», «Эволюция» (2017, у музейно-выставочного комплекса), «Свитер с оленями» (2020, на берегу реки Шайтанки), «Динозавр» (2023, у музейно-выставочного комплекса).
Художник продолжает реализовываться в Омске и сотрудничать с Музеем М. А Врубеля. Теперь наоборот опыт, полученный в Салехарде, находит применение в родном городе. Опыт работы художника с историко-краеведческим материалом нашёл своё применение при создании выставки «Иртыш течёт на Север» (2018). Кураторские проекты с привлечением сторонних местных, иногородних участников С. Баранов реализовывал и раньше, но специфика северного города сделала этот метод основным. В омском музее были реализованы совместно с Ф. М. Буреевой издательско-выставочный проект «Мюнхгаузен в Сибири» (2020) для которого были написаны и проиллюстрированы новые истории барона, и уникальный для музеев выставочный проект «Роскошные четвероногие» (2022), для которого приглашённые художники создали своеобразные портреты мебели из коллекции музея, которые затем экспонировались в музее среди портретируемых экспонатов.

Значимым итогом для самого художника стала серия работ, иллюстрирующая повесть Андрея Платонова «Котлован», произведения были показаны в Воронеже и Омске.
Художник, как правило, сам пишет тексты для своих проектов, участвует в конференциях, где рассказывает о своём творчестве и рефлексирует о современных художественных практиках. Творчество С. Баранова ирософичное и гуманистическое по существу, и как следствие выражает ценности личной истории через истории личностей без уныния.

## Выставки и проекты

### 1990-е
| Время                  | Событие |                                  | Роль                               | Организатор \ Место | Участие произведениями |
| ---------------------- | --- | -------------------------------- | ---------------------------------- | --- | ---------------------- |
| цветовые маркеры ролей | цветовые маркеры ролей |                                  | художник                           | художник | художник               |
| цветовые маркеры ролей | цветовые маркеры ролей | художник и экспозиционер         |                                    | |                        |
| цветовые маркеры ролей | цветовые маркеры ролей | экспозиционер                    |                                    | |                        |
| цветовые маркеры ролей | цветовые маркеры ролей | куратор и экспозиционер          |                                    | |                        |
| цветовые маркеры ролей | цветовые маркеры ролей | куратор                          |                                    | |                        |
| цветовые маркеры ролей | цветовые маркеры ролей | куратор и художник               |                                    | |                        |
| цветовые маркеры ролей | цветовые маркеры ролей | куратор, художник, экспозиционер |                                    | |                        |
|                        | |                                  |                                    | |                        |
| 1993                   | |                                  |                                    | |                        |
| март — апрель          | «Русский авангард 1920-х годов в работах молодых художников Омска» выставка из цикла «Сохраняя традиции». Живопись, графика Куратор В. Ф. Чирков                                                                                          |                                  | художник-участник                  | организатор — Городской музей «Искусство Омска» место — Омск, Компания «ОМТОР», выставочный зал на ул. Красный путь            | живопись               |
| 1994                   | |                                  |                                    | |                        |
|                        | Персональная выставка |                                  | куратор художник экспозиционер (?) | Омский государственный литературный музей имени Ф. М. Достоевского Омск, ул. Достоевского, 1                                   | живопись               |
|                        | «Цветной бульвар» выставка |                                  | художник-участник                  | Общественный политический центр Омск, ул. Красный Путь, 9                                                                      | живопись               |
|                        | «У Ирины» выставка к открытию антикварной лавки |                                  | художник-участник                  | Омский областной музей изобразительных искусств имени М. А. Врубеля Омск, ул. Ленина, 3                                        | живопись               |
| 1995                   | |                                  |                                    | |                        |
| 1 — 22 июня            | «Война и мир или ад и рай в творчестве художников послевоенных поколений» выставка в рамках международного симпозиума «Война и мир или ад и рай как интерналии человеческого». Живопись, графика, скульптура, объект Куратор В. Ф. Чирков |                                  | художник-участник                  | организатор — Городской музей «Искусство Омска» место — Омск, ТЮЗ, проспект Карла Маркса, 4в                                   | живопись               |
|                        | «Поэтические пространства» выставка |                                  | художник-участник                  | Галерея «Мир живописи» Омск, ул. Ленина, 3                                                                                     | живопись               |
|                        | «Муза» выставка |                                  | художник-участник                  | Галерея «Скит» Омск, ул. Маяковского, 74                                                                                       | живопись               |
|                        | Областная осенняя выставка |                                  | художник-участник                  | Союз художников Омск, Дом художника, ул. Лермонтова, 8                                                                         | живопись               |
|                        | «Бал цветов» выставка |                                  | художник-участник                  | Галерея «Мир живописи» Омск, ул. Ленина, 3                                                                                     | живопись               |
| 1996                   | |                                  |                                    | |                        |
| январь (?)             | «Рождественские картинки» выставка |                                  | художник-участник                  | Галерея «ДВАЭЛ» Омск, ул. Достоевского, 1-А (сквер Флора)                                                                      | живопись               |
| апрель (?)             | «Пасхальный снег» выставка |                                  | художник-участник                  | Галерея «ДВАЭЛ» Омск, ул. Достоевского, 1-А (сквер Флора)                                                                      | живопись               |
|                        | Выставка русских художников |                                  | художник-участник                  | Испания, Бенальмадена | живопись               |
|                        | «Бал хризантем» выставка |                                  | художник-участник                  | Галерея «Мир живописи» Омск, ул. Ленина, 3                                                                                     | живопись               |
| 25 ноября — 15 декабря | «В дар музею. ГМИО — 5 лет» выставка. Живопись, графика, ДПИ, скульптура |                                  | художник-участник                  | организатор — Городской музей «Искусство Омска» место — Выставочный зал Союз художников Омск, Дом художника, ул. Лермонтова, 8 | живопись               |
| апрель (?)             | «Времена года» выставка |                                  | художник-участник                  | Галерея «ДВАЭЛ» Омск, ул. Достоевского, 1-А (сквер Флора)                                                                      | живопись               |
| 1997                   | |                                  |                                    | |                        |
| 14 марта — 2 апреля    | «Сладкая выставка» выставка. Печатная продукция (конфетные фантики, шоколадные обёртки) |                                  | художник-участник                  | организатор — Городской музей «Искусство Омска» место — Центр детского творчества и дополнительного образования ЦАО Омск       | живопись               |
|                        | «Инком бал» выставка |                                  | художник-участник                  | организатор — Инкомбанк (?) место — Омск, Омский академический театр драмы, ул. Ленина, 8а                                     | живопись               |
|                        | «Треугольник» выставка |                                  | художник-участник                  | Галерея «ДВАЭЛ» Омск, ул. Достоевского, 1-А (сквер Флора)                                                                      | живопись               |
| 1998                   | |                                  |                                    | |                        |
|                        | «Вино, женщины, песни» выставка |                                  | художник-участник                  | Галерея «Мир живописи» Омск, ул. Ленина, 3                                                                                     | живопись               |
| 1999                   | |                                  |                                    | |                        |
|                        | «Наш город» областная выставка. |                                  | художник-участник                  | Союз художников Омск, Дом художника, ул. Лермонтова, 8                                                                         | живопись               |
|                        | «Затмение солнца» выставка |                                  | художник-участник                  | Галерея «Д’АРТ» Омск | живопись               |
|                        | Персональная выставка |                                  | куратор художник экспозиционер (?) | место — Омск, Омский академический театр драмы, ул. Ленина, 8а                                                                 | живопись (?)           |

### 2000-е
| Время                       | Событие |                                  | Роль | Организатор \ Место | Участие произведениями                                                                    |
| --------------------------- | --- | -------------------------------- | --- | --- | ----------------------------------------------------------------------------------------- |
| цветовые маркеры ролей      | цветовые маркеры ролей |                                  | художник | художник | художник                                                                                  |
| цветовые маркеры ролей      | цветовые маркеры ролей | художник и экспозиционер         | | |                                                                                           |
| цветовые маркеры ролей      | цветовые маркеры ролей | экспозиционер                    | | |                                                                                           |
| цветовые маркеры ролей      | цветовые маркеры ролей | куратор и экспозиционер          | | |                                                                                           |
| цветовые маркеры ролей      | цветовые маркеры ролей | куратор                          | | |                                                                                           |
| цветовые маркеры ролей      | цветовые маркеры ролей | куратор и художник               | | |                                                                                           |
| цветовые маркеры ролей      | цветовые маркеры ролей | куратор, художник, экспозиционер | | |                                                                                           |
|                             | |                                  | | |                                                                                           |
| 2000                        | |                                  | | |                                                                                           |
|                             | «Объект’2000» выставка |                                  | художник-участник | Галерея «Золотой путь» место — Омск, Омский академический театр драмы, ул. Ленина, 8а | объект (?)                                                                                |
|                             | Персональная выставка |                                  | куратор художник экспозиционер (?) | место — Омск, помещение Альфа-банка | живопись                                                                                  |
|                             | «Красавец мужчина» выставка |                                  | художник-участник | Музей «Либеров-центр» место — Омск, ул. Думская (3) (?) | живопись                                                                                  |
|                             | Выставка № 4 |                                  | художник-участник | Арт-галерея «Квадрат» Омск, ул. Лермонтова, 77 | живопись                                                                                  |
| 29 июня – 2 сентября        | «Гении, злодеи, звезды мира» выставка восковых фигур |                                  | куратор от музея | Омский областной музей изобразительных искусств имени М. А. Врубеля Омск, ул. Ленина, 3 |                                                                                           |
| 2001                        | |                                  | | |                                                                                           |
| открытие — 26 апреля        | «Частная жизнь господина К.» выставочный проект |                                  | куратор художник экспозиционер | Галерея коллекционного искусства «Лошадь Пржевальского» Омск, ул. Тарская, 2 • Ленина, 4 | живопись                                                                                  |
|                             | IV Красноярская музейная биеннале с девизом «Искусство памяти» |                                  | экспозиционер-участник | Музейный центр «Площадь Мира» Красноярск, Площадь Мира, 1 | проект «Фермата для свирели» (совместно с Л. Богомоловой и Б. Мироновым)                  |
|                             | IV Красноярская музейная биеннале с девизом «Искусство памяти» |                                  | художник-участник; экспозиционер-участник | Музейный центр «Площадь Мира» Красноярск, Площадь Мира, 1 | проект «Письмо»                                                                           |
|                             | «Пост № 1» выставка-конкурс |                                  | художник-участник | Арт-галерея «Квадрат» Омск, ул. Лермонтова, 77 | объект-картина                                                                            |
|                             | «Объект’2000» выставка |                                  | художник-участник | Галерея «Золотой путь» место — Омск, Омский академический театр драмы, ул. Ленина, 8а | объект (?)                                                                                |
| 9 ноября — 2 декабря        | «Омск — пространство Достоевского» выставка. Живопись, графика, объект. |                                  | художник-участник | Омск, Дом художника, ул. Лермонтова, 8 | живопись (?)                                                                              |
| 2002                        | |                                  | | |                                                                                           |
|                             | «Вещественные доказательства» выставочный проект |                                  | куратор художник экспозиционер | Музей молодёжи Екатеринбург, ул. Карла Либкнехта, 32 | живопись, объект                                                                          |
|                             | «Сибирский сад — территория мечты» научно-художественный проект кураторы — Г. Ю. Мысливцева, Т.В Высоцкая |                                  | художник-участник | организатор — Музей «Либеров-Центр»; Сибирский филиал Российского института культурологии место — Омск, Дом художника, ул. Лермонтова, 8 место — Новокузнецк, Новокузнецкий художественный музей, пр Кирова, 62 | живопись (?)                                                                              |
|                             | «Пост № 1» выставка-конкурс |                                  | художник-участник | Арт-галерея «Квадрат» Омск, ул. Лермонтова, 77 | объект-картина                                                                            |
|                             | «Сто стогов» выставка куратор — Г. Ю. Мысливцева |                                  | художник-участник | Союз художников Омск, Дом художника, ул. Лермонтова, 8 | живопись                                                                                  |
| 2003                        | |                                  | | |                                                                                           |
| 6 — 31 марта                | «Ева—2003» IV Биеннале «Открытый Фестиваль Искусств» |                                  | художник-участник | Музей молодёжи, Товарищество «Белый квадрат» Екатеринбург, ул. Карла Либкнехта, 32 | живопись                                                                                  |
| март                        | «Пост № 1» выставка-конкурс |                                  | художник-участник | организатор — Арт-галерея «Квадрат» место — Омский областной музей изобразительных искусств имени М. А. Врубеля Омск, ул. Ленина, 3 (?)                                                                         | живопись                                                                                  |
| 11 апреля — 11 мая          | «От табурета до трона. Стул: искусство, функция, образ» выставка |                                  | куратор художник экспозиционер | Омский областной музей изобразительных искусств имени М. А. Врубеля Омск, ул. Ленина, 23 | объект                                                                                    |
| 16 мая — 16 июня            | «Сибирь — Дальний Восток» I межрегиональная выставка миниатюрной малоформатной графики |                                  | художник-участник | организатор — Новосибирское отделение Союз художников России место — Новосибирский государственный художественный музей Новосибирск, Красный проспект, 5                                                        | графика                                                                                   |
| 24 июня — 20 июля           | «Прямая речь. Искусство коммуникации» выставка |                                  | куратор художник экспозиционер | Омский областной музей изобразительных искусств имени М. А. Врубеля Омск, ул. Ленина, 23 | инсталляция                                                                               |
| 14 августа — 26 (?) октября | «Тихая жизнь» выставка |                                  | художник-участник | Музей «Либеров-центр» место — Омск, ул. Думская (3) (?) | живопись                                                                                  |
|                             | «Grey выставка» совместно с Натальей Прониной |                                  | художник-участник; экспозиционер | Галерея коллекционного искусства «Лошадь Пржевальского» Омск, ул. Пушкина, 17 | живопись                                                                                  |
| 4 — 8 сентября              | V Красноярская музейная биеннале с девизом «Вымысел истории» |                                  | художник-участник; экспозиционер-участник | Музейный центр «Площадь Мира» Красноярск, Площадь Мира, 1 | инсталляция проект «Клад 1169»                                                            |
|                             | «Картинки с выставок. Омск-Красноярск-Екатеринбург» персональная экспозиция |                                  | куратор художник экспозиционер | Музей молодёжи Екатеринбург, ул. Карла Либкнехта, 32 | проект «Практика относительности. Вагон 12. Место 17»                                     |
| 2004                        | |                                  | | |                                                                                           |
|                             | «Новый год: и деньги, и стулья» выставка |                                  | художник-участник | Галерея коллекционного искусства «Лошадь Пржевальского» Омск, ул. Пушкина, 17 | живопись, объект                                                                          |
| открытие 7 марта            | «Летнее время. Проект» А"" выставочный проект |                                  | куратор художник-участник экспозиционер | Галерея коллекционного искусства «Лошадь Пржевальского» Омск, ул. Пушкина, 17 | живопись, объект                                                                          |
| открытие — 24 июня          | «Без линии горизонта. Искусство абстракции» выставка кураторы — С. В. Черноок, Н. В. Муратова |                                  | художник-участник | Омский областной музей изобразительных искусств имени М. А. Врубеля Омск, ул. Ленина, 23 |                                                                                           |
|                             | «Цветочные страсти» выставка |                                  | художник-участник | Галерея коллекционного искусства «Лошадь Пржевальского» Омск, ул. Пушкина, 17 | живопись                                                                                  |
|                             | «Сувенир. Путешествие в воображение» передвижная выставка. Российско-Германские культурные встречи 2003—2004. Весенний фестиваль Сибирь / Урал                                                                                |                                  | художник-участник | место — Омский историко-краеведческий музей Омск, ул. Ленина 23А | живопись                                                                                  |
|                             | «Омск-Югра. Артерия искусства» выставка |                                  | художник-участник | организатор — Галерея коллекционного искусства «Лошадь Пржевальского» место — Ханты-Мансийск, Музей геологии нефти и газа, ул. Чехова, 9                                                                        | живопись                                                                                  |
| конец августа (?)           | Выставка к открытию 26-го отделения («Отделение первого эпизода») Областной клинической психиатрической больницы (совместно с учащимися ДХШ № 2 (преп. Л. Малькова))                                                          |                                  | художник-участник | Омск, ул. Куйбышева, 28 | живопись (?)                                                                              |
| 7 сентября — 17 октября     | «Сибирский миф. Этноархаика в творчестве омских художников» выставка в рамках проекта ГРМ (СПб.) «Прорастая Сибирью». Программа «Россия»                                                                                      |                                  | художник-участник экспозиционер Гран При | Омский областной музей изобразительных искусств имени М. А. Врубеля Омск, ул. Ленина, 3 | инсталляция проект «Клад 1169»                                                            |
| открытие — 24 сентября      | «Корки, семечки, арбузы» выставка |                                  | художник-участник | Екатеринбург, галерея «ПараРам» ул. Бисертская, 145 | живопись объект                                                                           |
| 1 — 30 октября              | «Глобус Омска» выставка в рамках Международного художественного фестиваля «Арт-Новосибирск» (куратор В. О. Назанский). Живопись, графика, объект. кураторы Г. Ю. Мысливцева, Е. В. Груздов в сотрудничестве с Е. Д. Дороховым |                                  | художник-участник | организатор — Новосибирский государственный художественный музей Городской музей «Искусство Омска»; Новосибирск, Красный проспект, 5                                                                            | живопись                                                                                  |
| открытие — 22 октября       | «Античность через века» выставка в рамках проекта «Памятники археологии и художественное творчество» |                                  | художник-участник экспозиционер | Омский областной музей изобразительных искусств имени М. А. Врубеля Омск, ул. Ленина, 3 | живопись (?)                                                                              |
|                             | «Игрушка» 3-я межрегиональная выставка актуального искусства |                                  | художник-участник | Фонд им. Кондратюка Новосибирск, ДК им. Заволокина, Ельцовская, 5 | проект «Щелкунчик. Абсолютное орудие»                                                     |
| 16 декабря — 28 января 2005 | «Снежные, нежные белые люди» выставочный проект |                                  | куратор художник-участник экспозиционер | Омский областной музей изобразительных искусств имени М. А. Врубеля Омск, ул. Ленина, 3 | живопись                                                                                  |
| 29 декабря                  | «Снегоакция» акция в рамках выставочного проекта «Снежные нежные белые люди» |                                  | куратор художник-участник | Любинский проспект от Врубелевского корпуса ОМИИ им. М. А. Врубеля до Юбилейного моста через Омь | создаваемые объекты — снеговики                                                           |
|                             | Новогодняя выставка |                                  | художник-участник | Галерея коллекционного искусства «Лошадь Пржевальского» Омск, ул. Пушкина, 17 | живопись                                                                                  |
|                             | Новогодняя выставка |                                  | художник-участник | Арт-галерея «Квадрат» Омск, Победы, 1а (?) | объект-картина                                                                            |
| 2005                        | |                                  | | |                                                                                           |
|                             | «Автопортрет в натуре» выставка |                                  | художник-участник | Бишкек | объект-картина                                                                            |
| открытие — 31 марта         | «Пост № 1» IV Всесибирская выставка-конкурс современного искусства Сибири кураторы — С. Бойко, В. Ф. Чирков |                                  | художник-участник победитель | Арт-галерея «Квадрат» Омск, ул. Достоевского | проект «Щелкунчик. Абсолютное орудие»                                                     |
| 16 декабря — 28 января 2005 | «Сибирский миф. Голоса территорий» выставочный проект |                                  | художник-участник экспозиционер | Омский областной музей изобразительных искусств имени М. А. Врубеля Омск, ул. Ленина, 3 | инсталляция проект «Клад 1169» (?)                                                        |
|                             | Выставка к 60-летию Победы |                                  | художник-участник | Союз художников Омск, Дом художника, ул. Лермонтова, 8 | реди-мейд                                                                                 |
|                             | «И Родина щедро…» выставка |                                  | художник-участник | Омский район, Сад Комиссарова | живопись                                                                                  |
|                             | VI Красноярская музейная биеннале с девизом «Перемещение ценностей: ценность перемещения» |                                  | художник-участник | Музейный центр «Площадь Мира» Красноярск, Площадь Мира, 1 | проекты «Практика относительности. Вагон 12. Место 17»; «Счастливая Родина. Арбузный лес» |
| 7 июля — 21 июля            | «Мифы города» III выставка-конкурс концептуального искусства |                                  | художник-участник | Галерея коллекционного искусства «Лошадь Пржевальского» Омск, ул. 10 лет Октября, 127 | проекты «Медвежий угол», «Олени лечат Омск?»                                              |
| август                      | «Мой город. Омский ворота. 289\300» I выставка-конкурс омских художников, фотохудожников, дизайнеров, архитекторов |                                  | художник-участник | Союз художников Омск, Дом художника, ул. Лермонтова, 8 | объект                                                                                    |
| август                      | Благотворительная выставка ко дню города |                                  | художник-участник | Арт-галерея «Квадрат» Омск, ул. Победы, 1а | живопись                                                                                  |
|                             | «Образ зверя в искусстве древнем и новейшем» выставка в рамках проекта «Памятники археологии и художественное творчество» |                                  | художник-участник экспозиционер | Омский областной музей изобразительных искусств имени М. А. Врубеля Омск, ул. Ленина, 3 | живопись (?)                                                                              |
|                             | «Мост тысячелетия» выставка |                                  | художник-участник | Союз художников Омск, Дом художника, ул. Лермонтова, 8 | живопись (?)                                                                              |
|                             | «Всадники на снегу» выставочный проект |                                  | куратор художник-участник экспозиционер | Арт-галерея «Квадрат» Омск, ул. Победы, 1а | объект-картина                                                                            |
| 2006                        | |                                  | | |                                                                                           |
| 4 — 23 июля                 | V Московский международный форум художественных инициатив |                                  | художник-участник | Москва, МГВЗ «Новый Манеж», культурный центр «АртСтрелка», ПRОЕКТ_FАБRИКА и др. |                                                                                           |
| 22 августа — 22 сентября    | Первая Санкт-Петербургская биеннале современного искусства |                                  | автор концепции художник-участник в группе Арт-ком «Ети-9» (Эмма Васильева, Юлия Герасимова, Анна Толкачёва, Ольга Ющенко, Елена Шнякина, Галина Гурьянова, Антон Таксис) | Санкт-Петербург, культурно-социальный центр «Мастер-класс», ул. Рылеева, 6 | проект «Боди-арт»                                                                         |
| 22 августа — 22 сентября    | Первая Санкт-Петербургская биеннале современного искусства |                                  | художник-участник | Санкт-Петербург, культурно-социальный центр «Мастер-класс», ул. Рылеева, 6 | проект «Не боюсь Мэрилин Монро, или Практические опыты с магнетизмом»                     |
|                             | «Клад 1169» выставка |                                  | куратор художник-участник экспозиционер | Ханты-Мансийск | инсталляция, объект                                                                       |
|                             | «Формула света» выставка, посвящённая юбилею энергосистемы |                                  | художник-участник | Москва |                                                                                           |
| 2007                        | |                                  | | |                                                                                           |
|                             | Персональная выставка |                                  | куратор художник-участник экспозиционер | Галерея «Старый город» Новосибирск, ул. Обская, 2 | живопись, объект                                                                          |
| март                        | «Про людей и ангелов» выставка |                                  | куратор экспозиционер | Омский областной музей изобразительных искусств имени М. А. Врубеля Омск, ул. Ленина, 3 | инсталляция                                                                               |
| апрель                      | «Пир королей» выставка, посвящённая 75-летию омской организации Союза художников России и 50-летию Дома художников. |                                  | куратор художник-участник экспозиционер | Омский областной музей изобразительных искусств имени М. А. Врубеля Омск, ул. Ленина, 3 | объект, живопись                                                                          |
|                             | «Заповедная жизнь» выставка |                                  | художник-участник | Республика Алтай, Алтайский государственный природный биосферный заповедник, п. Яйлю | живопись                                                                                  |
| открытие — 12 октября       | «Украшения: от сакральности к моде» выставка в рамках проекта «Памятники археологии и художественное творчество» |                                  | соавтор-концепции экспозиционер | Омский областной музей изобразительных искусств имени М. А. Врубеля Омск, ул. Ленина, 23 |                                                                                           |
| 2008                        | |                                  | | |                                                                                           |
|                             | «Человек из тайги» выставка в рамках II Сибирского этнофестиваля «Тайга» |                                  | художник-участник | Новосибирский государственный художественный музей, Новосибирск, ул. Красный проспект, 5 | объект (?)                                                                                |
|                             | «Посылка для Кыргызстана» выставка |                                  | художник-участник | Кыргызстан, Бишкек, Кыргызский национальный музей изобразительных искусств им. Г. Айтиева, ул. Ю. Абдрахманова, 196 \ Германия Берлин                                                                           | живопись (?)                                                                              |
| 11 сентября — 10 ноября     | «Сибирский миф. Голоса территорий» выставочный проект |                                  | художник-участник | организатор — Омский областной музей изобразительных искусств имени М. А. Врубеля место — Санкт-Петербург, Мраморный дворец, ул. Миллионная улица, 5/1                                                          | проект «Клад 1169» (?)                                                                    |
|                             | «Железный поток» выставочный проект |                                  | куратор художник-участник экспозиционер | Галерея сервиса частных коллекций «ID» Латвия, Рига, ул. Вокзальная площадь, 2 | объект-картина                                                                            |
|                             | «Art International» выставка |                                  | художник-участник | Галерея сервиса частных коллекций «ID» Швейцария, Цюрих | (?)                                                                                       |
|                             | «Europ’ART» выставка |                                  | художник-участник | Галерея сервиса частных коллекций «ID» Швейцария, Женева | (?)                                                                                       |
| 18 июня — 6 июля            | «Тунгусская красота» выставка |                                  | куратор художник-участник экспозиционер | Омский областной музей изобразительных искусств имени М. А. Врубеля Омск, ул. Ленина, 3 | инсталляция, объект                                                                       |
| октябрь 2007 — январь 2009  | «Рисунок России» 3-я Томская республиканская Триеннале графики |                                  | художник-участник | Томский областной художественный музей Томск, переулок Нахановича, 3 | 3 листа из серии «Стулья»                                                                 |
| 18 июня — 6 июля            | «Заповедные вести» выставка |                                  | художник-участник | Омский областной музей изобразительных искусств имени М. А. Врубеля Омск, ул. Ленина, 3 (?) |                                                                                           |
| 2009                        | |                                  | | |                                                                                           |
|                             | «Занимательная антропология» персональная выставка |                                  | куратор художник экспозиционер | Омский областной музей изобразительных искусств имени М. А. Врубеля Омск, ул. Ленина, 3 |                                                                                           |
|                             | «Занимательная антропология» персональная выставка |                                  | куратор художник экспозиционер | Тара, Тарский художественный музей, ул. Советская, 18 |                                                                                           |
| 1 апреля 12.30 до 14.00     | «Гоголь—200» однодневная выставка-акция |                                  | куратор художник-участник экспозиционер | На заборе перед фасадом Омский областной музей изобразительных искусств имени М. А. Врубеля Омск, ул. Ленина, 3                                                                                                 | графика, объект                                                                           |
|                             | «Чёрно-белый день, или Прощание с Родиной. Памяти 1 сентября 1939 года» выставка-инсталляция |                                  | куратор художник-участник экспозиционер | Омский областной музей изобразительных искусств имени М. А. Врубеля Омск, ул. Ленина, 3 | инсталляция                                                                               |
| открыти — 22 октября        | «Античность через века» |                                  | со-куратор экспозиционер | Омский областной музей изобразительных искусств имени М. А. Врубеля Омск, ул. Ленина, 23 |                                                                                           |
| 13 декабря — 24 января 2010 | «Заповедные вести» выставка |                                  | художник-участник | Санкт-Петербургский музей игрушки, Санкт-Петербург, наб. р. Карповки, 32 |                                                                                           |
| открытие —3 декабря         | «Perpetuum Mobile» международный выставочный проект куратор — О. Галыгина |                                  | художник-участник | организатор — Галерея «Сибирское искусство» место — Новокузнецк, Художественная галерея Новокузнецкого муниципального банка, ул. Кирова, 38                                                                     |                                                                                           |
| 9 — 29 декабря              | «Светлые лики» выставка иконописи XVI—XX веков и религиозной живописи XVIII—XXI веков |                                  | куратор художник-участник экспозиционер | организаторы — Галерея сервиса частных коллекций «ID», Омский областной музей изобразительных искусств имени М. А. Врубеля Омск, ул. Ленина, 3                                                                  | объект-картина                                                                            |

### 2010-е
| Время                   | Событие |                                  | Роль | Организатор \ Место | Участие произведениями                                                              |
| ----------------------- | --- | -------------------------------- | --- | --- | ----------------------------------------------------------------------------------- |
| цветовые маркеры ролей  | цветовые маркеры ролей |                                  | художник | художник | художник                                                                            |
| цветовые маркеры ролей  | цветовые маркеры ролей | художник и экспозиционер         | | |                                                                                     |
| цветовые маркеры ролей  | цветовые маркеры ролей | экспозиционер                    | | |                                                                                     |
| цветовые маркеры ролей  | цветовые маркеры ролей | куратор и экспозиционер          | | |                                                                                     |
| цветовые маркеры ролей  | цветовые маркеры ролей | куратор                          | | |                                                                                     |
| цветовые маркеры ролей  | цветовые маркеры ролей | куратор и художник               | | |                                                                                     |
| цветовые маркеры ролей  | цветовые маркеры ролей | куратор, художник, экспозиционер | | |                                                                                     |
|                         | |                                  | | |                                                                                     |
| 2010                    | |                                  | | |                                                                                     |
| 13 января — 28 февраля  | «Топография овала» персональная выставка Т. Дашковой |                                  | куратор экспозиционер                                                                                         | Омский областной музей изобразительных искусств имени М. А. Врубеля Омск, ул. Ленина, 3                                                                    |                                                                                     |
| 19 января — 19 марта    | «Полотняный путь. Шитое полотенце Омского Прииртышья конца 19 — 20 веков» выставка, посвящённая памяти Г. Г. Беляевой                                                                                                  |                                  | экспозиционер                                                                                                 | Государственный центр народного творчества Омской области Омск, бульвар Мвртынова, 6                                                                       |                                                                                     |
| 19 января — 19 марта    | «Омская культура: известные имена и неизвестные факты» региональная выставка |                                  | художник-участник экспозиционер                                                                               | организатор — Министерство культуры Омской области место — Омск, Областной экспоцентр, ул. 70 лет Октября, 25/2                                            | инсталляция совместно с Антоном Барановым (объект «Табурет для ангела»), скульптура |
| 29 апреля — 30 мая      | «Занимательная антропология» персональная выставка |                                  | куратор художник экспозиционер                                                                                | Государственный художественный музей Алтайского края Барнаул, пр. Ленина, 88 (?)                                                                           | живопись, объект                                                                    |
| 15 мая — 13 июня        | «Параллельные миры» выставка графики |                                  | со-куратор художник-участник экспозиционер                                                                    | организатор — Галерея сервиса частных коллекций «ID», место — Новосибирский государственный краеведческий музей Новосибирск, Красный проспект, 23          | проект «Железная маска»                                                             |
| 21 июня — 18 июля       | «Параллельные миры» выставка графики |                                  | со-куратор художник-участник экспозиционер                                                                    | организатор — Галерея сервиса частных коллекций «ID», место — Государственный художественный музей Алтайского края Барнаул, пр. Ленина, 88                 | проект «Железная маска»                                                             |
| 8 сентября — 3 октября  | «Параллельные миры» выставка графики |                                  | со-куратор художник-участник экспозиционер                                                                    | организатор — Галерея сервиса частных коллекций «ID», место — Калининградский областной музей изобразительных искусств Калининград, Ленинский проспект, 83 | проект «Железная маска»                                                             |
| 1 августа 11:00 — 20:00 | «Жёлтая Подводная Лодка» арт-мистерия в стиле «Битлз» куратор — Н. В. Муратова |                                  | со-куратор художник-участник                                                                                  | Омский областной музей изобразительных искусств имени М. А. Врубеля Омск, ул. Ленина, 3                                                                    |                                                                                     |
|                         | 1-я Уральская индустриальная биеннале современного искусства тема «Индустрия смыслов» кураторы — Екатерина Дёготь, Космин Костинас, Давид Рифф                                                                         |                                  | художник-участник                                                                                             | Уральский филиал Государственного центра современного искусства Екатеринбург, галерея «Поле», ул. Ленина, 50 корп. «Ж»                                     |                                                                                     |
| открытие — 13 ноября    | «Руками трогать разрешается» выставка |                                  | куратор экспозиционер                                                                                         | Омский областной музей изобразительных искусств имени М. А. Врубеля Омск, ул. Ленина, 3                                                                    |                                                                                     |
| декабрь — январь        | Новогодняя выставка |                                  | художник-участник                                                                                             | Омский областной музей изобразительных искусств имени М. А. Врубеля Омск, ул. Ленина, 23 (?)                                                               |                                                                                     |
| 2011                    | |                                  | | |                                                                                     |
| 4 февраля — 4 марта     | «Костюм как искусство. Сезон 2011» выставка |                                  | экспозиционер                                                                                                 | Омский областной музей изобразительных искусств имени М. А. Врубеля Омск, ул. Ленина, 3                                                                    |                                                                                     |
| 9 февраля — 6 марта     | «Светлые лики» иконопись XVI—XX вв. и религиозная живопись XVIII—XXI вв. Выставка кураторы — М. и Д. Картополовы |                                  | художник-участник                                                                                             | организатор — Галерея сервиса частных коллекций «ID», место — Государственный художественный музей Алтайского края Барнаул, пр. Ленина, 88                 | живопись на стальном холсте                                                         |
| 17 марта — 17 апреля    | «Светлые лики» иконопись XVI—XX вв. и религиозная живопись XVIII—XXI вв. Выставка кураторы — М. и Д. Картополовы, от музея — Е. Флах                                                                                   |                                  | художник-участник                                                                                             | организатор — Галерея сервиса частных коллекций «ID», место — Новокузнецк, Новокузнецкий художественный музей, пр Кирова, 62                               | живопись на стальном холсте                                                         |
| 1 марта — 3 апреля      | «Котофест: 303 кота в музее» фестиваль |                                  | куратор художник-участник экспозиционер                                                                       | Омский областной музей изобразительных искусств имени М. А. Врубеля Омск, ул. Ленина, 23                                                                   | живопись, объект                                                                    |
| май                     | «Последний звонок» инсталляция в рамках музейного проекта «Ночь сновидений» |                                  | куратор художник-участник экспозиционер (при участии Г. Гурьяновой, Э. Васильевой и Е. Азиевой) экспозиционер | Омский областной музей изобразительных искусств имени М. А. Врубеля Омск, ул. Ленина, 23                                                                   | инсталляция                                                                         |
| открытие — 18 мая       | «Индийские мечтатели» персональная выставка |                                  | куратор художник-участник экспозиционер                                                                       | Арт-салон «Железный носорог» Омск, 10 лет Октября, 182 | живопись на стальных холстах                                                        |
|                         | «Металлические проекты Сергей Баранова. Избранное» персональная выставка |                                  | куратор художник-участник экспозиционер                                                                       | Арт-салон «Железный носорог» Омск, 10 лет Октября, 182 | живопись на стальных холстах                                                        |
|                         | «Сны об Индии» Проект «Индийские мечтатели» |                                  | художник-участник                                                                                             | организатор — Галерея сервиса частных коллекций «ID», место — Москва, Посольство Индии в России, ул. Воронцово Поле, 9                                     | живопись на стальном холсте                                                         |
| август                  | «Хронотоп» (о древних образах в искусстве современных художников) выставка в рамках программы Международной конференций «Наскальное искусство в современном обществе (к 290-летию научного открытия Томской Писаницы)» |                                  | художник-участник                                                                                             | Музей изобразительных искусств Кузбасса Кемерово, проспект Советский, дом 48                                                                               | инсталляция проект «Клад 1169»                                                      |
| сентябрь                | Международный культурологический пленэр |                                  | художник-участник                                                                                             | Горная Шория | графика                                                                             |
|                         | «Музей Колчака» (Центр изучения истории Гражданской войны) постоянная экспозиция |                                  | художник-участник экспозиционер                                                                               | Центр изучения истории Гражданской войны Омск, ул. Иртышская Набережная, 9                                                                                 | живопись на стальных холстах                                                        |
| октябрь                 | «Дерево-Театр (Дерево-желаний)» «Мост влюблённых» «Дом счастья» арт-объекты |                                  | художник (совместно с Р. Сабировым)                                                                           | Омск, Сквер у Лицейского театра, Красный Путь, 18Б | скульптура                                                                          |
| открытие — 8 ноября     | «Прямая речь» Первая всесибирская выставка-конкурс автопортрета |                                  | художник-участник                                                                                             | Музей изобразительных искусств Кузбасса Кемерово, проспект Советский, дом 48                                                                               | объект                                                                              |
| 23 декабря — 22 января  | «Елкин дом» новогодняя выставка творческих работ преподавателей и студентов кафедры «Дизайн костюма» Омского государственного института сервиса                                                                        |                                  | куратор экспозиционер                                                                                         | Омский областной музей изобразительных искусств имени М. А. Врубеля Омск, ул. Ленина, 23                                                                   |                                                                                     |
| 2012                    | |                                  | | |                                                                                     |
| 2 — 22 февраля          | «Непревзойдимо» персональная выставка |                                  | куратор художник-участник экспозиционер                                                                       | Галерея «Белый куб» Омск, ул. Маршала Жукова, 25 \ ул. 10 лет Октября, 31                                                                                  | живопись, объект, скульптура                                                        |
| 6 — 30 апреля           | «Костюм как искусство. Среда обитания» выставка |                                  | куратор экспозиционер                                                                                         | Омский областной музей изобразительных искусств имени М. А. Врубеля Омск, ул. Ленина, 3                                                                    |                                                                                     |
| 13 \ 15 апреля          | «Остров Пасхи» проект |                                  | куратор художник-участник экспозиционер                                                                       | Первая часть в пространстве города Омска Вторая часть в Арт-салоне «Железный носорог» Омск, 10 лет Октября, 182                                            | акция, инсталляция, скульптура                                                      |
| открытие — 15 мая       | «Чай, кофе, шоколад. Роскошный фарфор для изысканных напитков» выставка |                                  | художник-участник экспозиционер                                                                               | Омский областной музей изобразительных искусств имени М. А. Врубеля Омск, ул. Ленина, 23                                                                   | интерактивные элементы экспозиции                                                   |
| открытие — 3 июня       | «А» проект |                                  | художник-участник экспозиционер                                                                               | Арт-Мотовилиха Пермь, ул. Монастырская (Орджоникидзе), 1а (цех Мотовилихинского завода)                                                                    | живопись                                                                            |
| 8 сентября              | «Арт-завод Баранова» выставка |                                  | художник-участник экспозиционер                                                                               | Первый городской пикник Омск, Территория Лыжной базы, ул. Берёзовая, 4                                                                                     | объекты                                                                             |

### 2020-е
| Время                  | Событие                       |                                  | Роль                                    | Организатор \ Место | Участие произведениями |
| ---------------------- | ----------------------------- | -------------------------------- | --------------------------------------- | ------------------- | ---------------------- |
| цветовые маркеры ролей | цветовые маркеры ролей        |                                  | художник                                | художник            | художник               |
| цветовые маркеры ролей | цветовые маркеры ролей        | художник и экспозиционер         |                                         |                     |                        |
| цветовые маркеры ролей | цветовые маркеры ролей        | экспозиционер                    |                                         |                     |                        |
| цветовые маркеры ролей | цветовые маркеры ролей        | куратор и экспозиционер          |                                         |                     |                        |
| цветовые маркеры ролей | цветовые маркеры ролей        | куратор                          |                                         |                     |                        |
| цветовые маркеры ролей | цветовые маркеры ролей        | куратор и художник               |                                         |                     |                        |
| цветовые маркеры ролей | цветовые маркеры ролей        | куратор, художник, экспозиционер |                                         |                     |                        |
|                        |                               |                                  |                                         |                     |                        |
| 2020                   |                               |                                  |                                         |                     |                        |
| сроки                  | «Название» выставочный проект |                                  | куратор художник-участник экспозиционер | Учреждение Адрес    | произведение           |

## Собрания
| Собрание по городам                                                 | Произведение по дате и названию |
| ------------------------------------------------------------------- | --- |
| Барнаул Государственный художественный музей Алтайского края        | 1. Цветущий кактус. 1994—2001. холст, масло. 80,3 × 80,3 Инв. № Ж 3726 2. Двое. 2000. холст, масло. 55,5 × 100 Инв. № Ж 3935 3. Цветущий кактус и надрезанный арбуз. 2000. холст, масло. 80 × 80 Инв. № Ж 3834 4. Гербарий. 2005. дерево, металл, ассамбляж. 40,6 × 36,0 × 6,8 Инв. № П 2982 5. Гербарий. 2006. дерево, металл, ассамбляж. 40,0 × 36,0 × 5,5 Инв. № П 2983 6. Горе. 2008. холст, масло. 75,0 × 60,0 Инв. № Ж 3591 7. Арбуз. Красный квадрат. 2010. холст, масло. 104,3 × 100,5 Инв. № Ж 3537 8. Автопортрет (Неказистый я…). 2010. фанера, масло, эмаль пф. 68,0 × 48,8 Инв. № Ж 3590 |
| Екатеринбургский музей изобразительных искусств                     | 1. Стакан с чаем. 2001. холст, масло. 70,0 × 57.7 Инв. № Ж-3531 |
| Новокузнецкий художественный музей                                  | 1. Чёрный квадрат Новокузнецка. 2011. сталь, дерево, авторская техника, акрил. 80,5 × 80,5 Инв. № Ж-1892 |
| Омский областной музей изобразительных искусств имени М. А. Врубеля | 1. Чаша. 2008. холст, масло. 88 × 105 Инв. № Жc-2824 2. Новая картина. Коллекционер Усачёв в гостях у художника Муратова. 2012. холст, масло. 88 × 80 Инв. № Жc-3156 3. Приключения барона Мюнхгаузена в Сибири. 2020. бумага мелованная матовая, печать офсетная. 5,9 × 20,6 × 0,4 Инв. № РК 3054 Приключения барона Мюнхгаузена в Сибири / ООМИИ им. М. А. Врубеля; авт. текстов: С. М. Баранов (ред.), Е. В. Груздов (ред.), А. В. Чупилко; ред . Г. Г. Гурьянова; оформл. книги С. М. Баранов. — Омск: Омскбланкиздат, 2020.- 65, [3] см.: цв. ил. 4. Музейные апокрифы собраны Галиной Гурьяновой и Сергеем Барановым: основано на реальных событиях. 2021. бумага, печать типографская. 21,0 × 20,5 × 0,5 Инв. № РК 3098 Г. Г. Гурьянова и С. М. Баранов Музейные апокрифы собраны Галиной Гурьяновой и Сергеем Барановым: основано на реальных событиях / ЯНАО ГБУ МВК имени И. С. Шеманского; дизайнер С. Баранов, фотограф М. Спиряков.- 40,[2] с.: ил.; ок.21,0х20,5х0,5 см.- Салехард, 2021.- 150 экз. |
| Городского музея «Искусство Омска»                                  | 1. Женщина и виолончель. 1992. холст, масло. 50 × 40 Инв. № Ж-81 2. Читающая. 1992. холст, масло. 50 × 40 Инв. № Ж-80 3. Аллея. 1992. холст, масло. 39 × 53 Инв. № Ж-82 4. Утренний кофе. 1993. пластик, масло, коллаж. 50 × 60 Инв. № Ж-83 5. Две хризантемы и частичное солнечное затмение. 1994. холст масло. 96 × 77 Инв. № Ж-244 6. Объект «Ключ от города». 2005. предметы: ключ трёхрожковый, ящик со стеклянной крышкой; бархат, пластилин, стекло, текстолит покрытый медью; сборка. 32,0 × 40,0 × 8,5 Инв. № ОИ-40 7. Колбаса «Омская». 2005. фанера, дерево, предмет — столовый нож; окраска, роспись, сборка, склейка. 29,7 × 42,5 × 11,0 Инв. № ОИ-41 |
| Салехард Музейно-выставочный комплекс имени И. С. Шемановского      | 1. Михаил Броднев. 2015. холст, масло. 100,0 × 80,0 Инв. № Ж-381 |
| Тара Тарский художественный музей                                   | 1. Утренний ангел. 2008. холст, масло. 80 × 60 Инв. № Ж-172 |

## Творческие награды
- Гран-при V Красноярской международной музейной биеннале за авторский проект «Клад 1169» (2003).
- Победитель IV Всесибирской выставки-конкурса современного искусства Сибири с проектом «Щелкунчик. Абсолютное орудие» (2005, Омск).
- Призёр I Всесибирской выставки-конкурса автопортрета (2011, Кемерово), лауреат II Всесибирской выставки-конкурса автопортрета (2016, Кемерово)
- Дважды лауреат премии им. Ф. В. Мелехина (проект «Золотые курганы Омского Прииртышья». ООМИИ им. М. А. Врубеля, 2002; проекты «От табурета до трона», «Прямая речь. Искусство коммуникации». ООМИИ им. М. А. Врубеля, 2003)

## Личная жизнь
От первого брака сын Антон (род. 1988). С 2003 творческий союз с Г. Г. Гурьяновой, официальный брак в 2014

### буклеты и каталоги
- Вещественные доказательства. Буклет выставки. Омск. 2003.
- «Клад 1169». Буклет выставки. Омск. 2003.
- Сибирский миф. Голоса территорий : образы и символы архаич. культур в соврем. творчестве : Омск, Барнаул, Горно-Алтайск, Новосибирск, Тюмень: Жживопись - графика - скульптура - декоратив.-прикладное искусство - объект - инсталляция - медиа-арт : Альбом-кат. / ООМИИ имени М. А. Врубеля; Науч. ред. А. Гуменюк; Авт. ст.: Ф. Буреева, Г. Гурьянова, Е. Маточкин, Г. Мысливцева, В. Субботина, Н. Федорова, Н. Уарева; Сост. кат. Л. Богомолова.  –  Омск: НП Творческая студия «Экипаж», 2005. – С. 37
- Сергей Баранов. Холст-Масло [Изоматериал]: [каталог выст.]/ вступ. ст. С. Баранов; сост. С. Баранов, Г. Гурьянова. — Омск: ООО «Компания Софт Граф», 2006. — [20] с.: ил.
- Сергей Баранов. Железный поток [Изоматериал] — Sergey Baranov. Iron stream. [каталог]/ Галерея «ID»; вступ. ст. С. Баранов. — Омск: Полиграф, 2008. — [32] с.: ил.
- Сергей Баранов. Царь-квадрат [Текст] = Sergey Baranov. Tsar square: [каталог] / вступ. Ст. С. Баранов. — Омск: Полиграф, 2011. — [20] с., вкл. обл.: ил.
- Омский областной музей изобразительных искусств им. М. А. Врубеля. Живопись Омска XX—XXI веков. Каталог / М-во культуры Омской обл.; ООМИИ им. М. А. Врубеля; авт. ст. и сост. кат. Л. К. Богомолова; науч. ред. Ф. М. Буреева. Омск: типография «Золотой тираж», 2014. 320 с.

### статьи авторства художника
- О проекте «От табурета до трона. Стул: искусство, функция, образ» \\ Музейный вестник. – 2003. – №2 (15). – С. 6
- О нереализованных идеях решения пространства выставки «Золотые курганы Прииртышья» \\ Декабрьские диалоги: Вып. 6. Материалы Всероссийской научной конференции памяти Ф. В. Мелёхина, 16-18 декабря 2002 г. / М-во культуры Ом. обл.; ООМИИ им. М. А. Врубеля; Науч. ред. А. Н. Гуменюк; Ред.: Л. В. Чуйко, Ф. М. Фаткулина. – Омск: Изд-во Ом. гос. ист.-краев. музея, 2004. – С. 234-236
- Баранов С. М. Проект «Клад 1169» в пространстве V Красноярской биеннале \\ Декабрьские диалоги; Вып. 7: Материалы Всероссийской науч. конф. памяти Ф. В. Мелехина, 16-18 декабря 2003 г. / М-во культуры Омск. обл.: ООМИИ имени М. А Врубеля; Науч. ред. А. Н. Гуменюк; Ред. Л. В. Чуйко, ф. М. Фаткулина. — Омск: ООО «Издательский дом „Наука“», 2005. — С. 39-43
- Жизнь за рамками художественного процесса. Точка зрения \\ XX век: Художник. Творчество. Эпоха. Диалог культур: Вып. 3: Сб. материалов регионального научного семинара (Омск, 1-2 июля 2004 г.); Вып. 4: Сб. материалов регионального семинара (с международным участием) (Омск, 17 июня 2005 г.) / ООМИИ имени М. А. Врубеля, СФ РИК, ОмГУ имени Ф. М. Достоевского. – Омск: ООО «Издательский дом „Наука“», 2006. – С. 61-62
- XI Московский форум художественных инициатив и I Петербургская биеннале современного искусства. Некоторые черты сходства и отличия глазами участника \\ Декабрьские диалоги: Вып. 10. Материалы Всероссийской (с междунар. участием) науч. конф. памяти Ф. В. Мелёхина, 4-5 декабря 2006 г. / М-во культуры Ом. обл.; ООМИИ им. М. А. Врубеля; Науч. ред. Л. В. Чуйко; Ред.: Л. В. Новоселова. – Омск: ООО «Издательский дом „Наука“», 2006. – С. 103-105
- Проект «Медвежий угол» \\ Памятники археологии и художественное творчество: Материалы осеннего коллоквиума / ООМИИ им. М. А. Врубеля; Науч. ред. Б. А. Конников. – Омск: «Издательский дом „Наука“», 2006. – С. 99-101
- Олени лечат город? \\ Памятники археологии и художественное творчество: Материалы осеннего коллоквиума / ООМИИ им. М. А. Врубеля; Науч. ред. Б. А. Конников. – Омск: «Издательский дом „Наука“», 2006. – С. 102
- Украшение антитела в проекте «Боди-арт» \\ Памятники археологии и художественное творчество: Материалы осеннего коллоквиума Вып. 4 / ООМИИ им. М. А. Врубеля; Науч. ред. Б. А. Конников. – Омск: «Издательский дом „Наука“», 2007. – С. 93-94.
- Экспозиция на заданную тему. Выставки «Пир Королей», «Про людей и ангелов» и «Тунгусская красота» в ООМИИ им. М. А. Врубеля \\ Сборник научных трудов Омского музея изобразительных искусств им. М. А. Врубеля  / М-во культуры Ом. обл.; ООМИИ им. М. А. Врубеля; Науч. ред. Ф. М. Буреева. – Омск: ООО «Издательский дом „Наука“»; Изд-во ОмГПУ, 2009. – С 141-143
- Приключения барона Мюнхгаузена в Сибири / ООМИИ им. М. А. Врубеля; авт. текстов: С. М. Баранов (ред.), Е. В. Груздов (ред.), А. В. Чупилко; ред . Г. Г. Гурьянова; оформл. книги С. М. Баранов. — Омск: Омскбланкиздат, 2020.- 65, [3] см.: цв. ил.
- Г. Г. Гурьянова и С. М. Баранов. Музейные апокрифы +/ ЯНАО ГБУ МВК имени И. С. Шеманского; дизайнер С. Баранов, фотограф М. Спиряков.- 40,[2] с.: ил.; ок.21,0х20,5х0,5 см.- Салехард, 2021.

### статьи о художнике
- Гурьянова Г. Г. Классический миф в современном искусстве (на примере творчества Сергея Баранова и Александра Капралова) // Памятники археологии и художественное творчество. Мат. осеннего коллоквиума (с межд. участием). Омск: Изд-во ОмГПУ, 2004. С. 99- 102.
- Гурьянова Г. Г. «Вещеведение» в искусстве Омска конца 1990-х — начала 2000-х годов // Пятые омские искусствоведческие чтения «Современное искусство Сибири как со-бытие». Мат. республ. науч. конф. Омск: ООО «Издательский дом „Наука“», 2005. С. 36-38.
- Гурьянова Г. Г. О Сергее Баранове — художнике и человеке // Омская муза. 3(17) апрель. 2007. С. 32-34. илл.
- Гурьянова Г. Г. Формы души и тела в творчестве С. Баранова // Проблемы художественной антропологии: Материалы III межвузовской научно-практической конференции с международным участием. Тара, 2009. С.35-37.
- Гурьянова Г. Г. Проекты и акции Сергея Баранова в пространстве Омска // Культура и интеллигенция России: инновационные практики, образы города. Юбилейные события. Историческая память горожан: материалы VII Всерос. науч. конф. с междунар. участием. Омск: Изд-во ОмГУ, 2009. С. 391—394.
- Гурьянова Г. Г. Искусство молодых художников Омска \\ Сборник научных трудов Омского музея изобразительных искусств им. М. А. Врубеля  / М-во культуры Ом. обл.; ООМИИ им. М. А. Врубеля; Науч. ред. Ф. М. Буреева. – Омск: ООО «Издательский дом Наука»; Изд-во ОмГПУ, 2009. – С. 60-63
- Гурьянова Г. Г. «Друзья улицы Либкнехта» — опыт арт-конструирования городской среды // Вестник Омского Государственного педагогического университета. Гуманитарные исследования. Научный журнал. — Омск: Издательство ОмГПУ, 2015. — № 1(5). — С. 78-80.
- Гурьянова Г. Г. Современное уличное искусство и провинциальный сибирский город (на примере Омска и Салехарда) // Искусство Сибири и Дальнего Востока: наследие, современность, перспективы: материалы межрегиональной научно-практической конференции с международным участием. 2-3 декабря 2015 г. / под общ. ред. Шишина М. Ю.; Алт. гос. техн. Ун-т им. И. И. Ползунова. Барнаул: Изд-во АлтГТУ, 2015. С. 61-66.
- Гурьянова Г. Г. Художник-куратор: единство противоречий (опыт А. Вахрушева и С. Баранова в Салехарде) // Художественная практика. XXI век. Урал, Сибирь, Дальний Восток. Материалы научно-практической конференции. Новокузнецк, 2019. С. 16-18.
- Гурьянова Г. Г. На стыке видов творчества. Серия графики Сергея Баранова по мотивам «Котлована» А. Платонова // Художественная практика. XXI век. Урал, Сибирь, Дальний Восток. Материалы научно-практической конференции. Новокузнецк, 2019. С. 48-49.
- Гурьянова Г. Г., Фролов Д. А. Семиотическое дискурсивное моделирование в современной культуре: индивидуальная позиция или необходимое условие // Культура и цивилизация. Том 10. № 2А. 2020. С.35-44.
- Калашников В. Эффект Ван Гога (Проект Life. Человек красивый. Сергей Баранов) \\  Семь. Еженедельный информационно аналитический журнал. 10 июля  2013. №21. – С. 49-52
- Мысливцева Г. Ю. Участие омских художников в региональных выставочных проектах. 1998—2003 гг. // Декабрьские диалоги. Выпуск 7. Материалы Всероссийской научной конференции памяти В. Ф. Мелехина, 16-18 декабря 2003 г. / Науч. ред. А. Н. Гуменюк. Омск: Изд. дом «Наука», 2005. С. 34-38
- Мысливцева Г. Ю. Наука о древности и современное искусство Сибири (на примере творчества Евгения Дорохова, Валентина Долгова и Сергея Баранова) // Памятники археологии и художественное творчество. Материалы осеннего коллоквиума (с международным участием). Омск, 2004. С. 86’89
- Мысливцева Г. Ю. Культуры коренных народов Сибири и сибирская архаика в творчестве художников Омска (1920’е-2000’е годы) // Сибирский миф. Архаика и современное искусство. Голоса территорий: Материалы открытой дискуссионной кафедры. Омск, 2005. С. 8’16
- Мысливцева Г. Ю. Омск: космос архаики // Сибирский миф. Голоса территорий. Образы и символы архаических культур в современном творчестве. Омск, Барнаул, Горно’Алтайск, Новосибирск, Барнаул: Живопись, графика, скульптура, прикладное искусство, объект, инсталляция, медиа’арт / Альбом’каталог. Омск, 2005. С. 6-11.
- Мысливцева Г. Ю. Художники Политеха. Аннотация выставки произведений выпускников ОмПИ. Организаторы: Городской музей «Искусство Омска», место проведения музей ОмГТУ, 2007. // Территория мечты [Текст] : сборник трудов Г. Ю. Мысливцевой / [сост.: Е. Дорохов и др.]. — Омск : [б. и.], 2014. С. 365—366
- Мысливцева Г. Ю. Омские художники на выставке миниатюрной и малоформатной графики // Территория мечты [Текст] : сборник трудов Г. Ю. Мысливцевой / [сост.: Е. Дорохов и др.]. — Омск : [б. и.], 2014. С. 126—129